# Giro de Lombardía 1921
El Giro de Lombardía 1921 fue la 17.ª edición del Giro de Lombardía. Esta carrera ciclista organizada por La Gazzetta dello Sport se disputó el 10 de noviembre de 1921 con salida y llegada a Milán después de un recorrido de 261 km.
El ganador por segunda ocasión fue el italiano Costante Girardengo (Stucchi-Pirelli) que se impuso al esprint a sus compatriotas Gaetano Belloni y Federico Gay. Girardengo, además de ganar la prueba, se llevó el campeonato de Italia.

## Clasificación general
| Posición | Ciclista            | Equipo          | Tiempo     |
| -------- | ------------------- | --------------- | ---------- |
| 1        | Costante Girardengo | Stucchi-Pirelli | 9h 30' 00" |
| 2        | Gaetano Belloni     | Bianchi-Dunlop  | m. t.      |
| 3        | Federico Gay        | Bianchi-Dunlop  | m. t.      |
| 4        | Giovanni Brunero    | Legnano-Pirelli | m. t.      |
| 5        | Henri Pélissier     | Bianchi-Dunlop  | m. t.      |
| 6        | Giovanni Bassi      | Individual      | m. t.      |
| 7        | Heiri Suter         | Individual      | m. t.      |
| 8        | Emilio Petiva       | Individual      | m. t.      |
| 9        | Leopoldo Torricelli | Legnano-Pirelli | m. t.      |
| 10       | Bartolomeo Aimo     | Legnano-Pirelli | m. t.      |